# Gustav Steinhoff
Gustav Steinhoff (* 15. September 1958 in Kleve) ist ein deutscher Herzchirurg an der Universität Rostock. Er ist auf dem Gebiet der Stammzellforschung hervorgetreten.

## Leben
Nach dem Abitur in Kleve studierte Steinhoff von 1977 bis 1984 Medizin an der Erasmus-Universität Rotterdam mit einem Forschungsaufenthalt 1980 am Baylor College of Medicine, Houston, Texas. Nach dem Grundwehrdienst als Truppenarzt folgte 1985–1986 eine Forschungsassistenz im Labor für Transplantationsimmunologie der Klinik für Abdominal- und Transplantationschirurgie und 1987 die Promotion an der Medizinischen Hochschule Hannover und von 1986 bis 1992 die Facharztausbildung Chirurgie in Hannover.
Von 1993 bis 1996 arbeitete Steinhoff als Oberarzt an der Klinik für Herz- und Gefäßchirurgie, Universitätsklinik der Christian-Albrechts-Universität zu Kiel, und erhielt 1994 die Venia legendi für das Fach Chirurgie an der Medizinischen Hochschule Hannover. 1996 wurde er Oberarzt an der Klinik für Thorax-, Herz- und Gefäßchirurgie (Direktor: Axel Haverich) an der Medizinischen Hochschule Hannover und leitete die Kinderherzchirurgie. Er gründete die „Leibniz Forschungslaboratorien für Biotechnologie und künstliche Organe“ mit. 1998 erfolgte die Ernennung zum außerplanmäßigen Professor für das Fachgebiet Chirurgie/Herz-Thoraxchirurgie an der Medizinischen Hochschule Hannover; 1999 übernahm er die Leitung der Klinik für Thorax-, Herz- und Gefäß- und Allgemeinchirurgie am Klinikum Oststadt.
Am 1. September 2000 wurde Steinhoff zum Professor für Herzchirurgie und Direktor der Klinik und Poliklinik für Herzchirurgie an der Universität Rostock ernannt und überstand auch eine zeitweilige unrechtmäßige Amtsenthebung. Dort gründete er das Institut für Regenerative Medizin und Stammzelltherapie IRMED sowie das Referenz- und Translationszentrum für kardiale Stammzelltherapie.
Mit einer Stammzelltherapie für kranke Herzen z. B. nach einem Herzinfarkt konnten klinische Erfolge errungen werden. Die Verfahren werden erprobt und ausgeweitet.